# Rusałka pawik

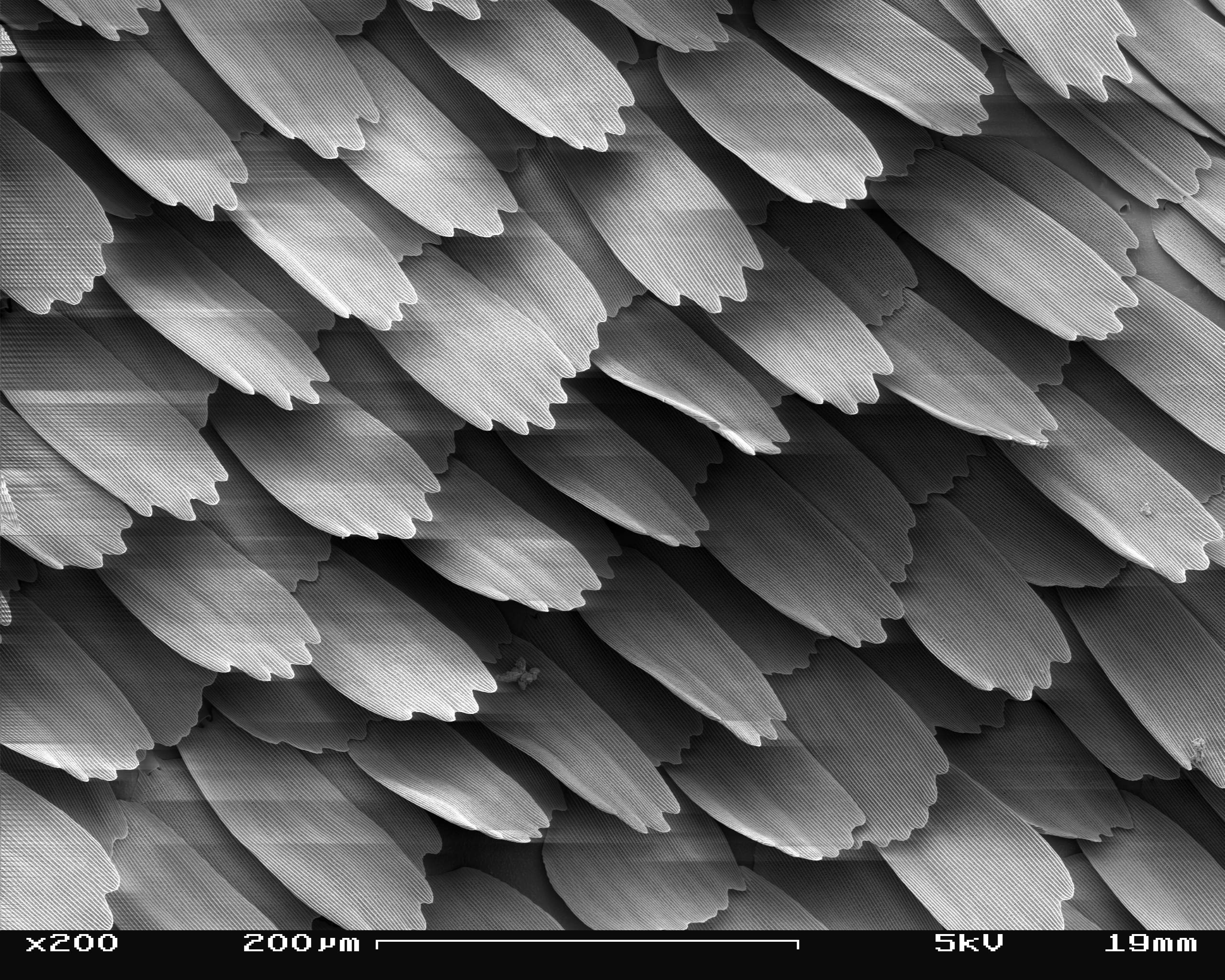
Zbliżenie na skrzydła motyla

Rusałka pawik (Aglais io) – gatunek motyla z rodziny rusałkowatych. Występuje w Azji i Europie, a w Polsce jest jednym z najbardziej pospolitych motyli.

## Morfologia
Morfologia: Rozpiętość skrzydeł 50–55 mm. Najbardziej charakterystyczną cechą tego gatunku, po której łatwo odróżnić go od innych gatunków motyli są duże, wielokolorowe plamki („pawie oczka”) na końcach przednich i tylnych skrzydeł. Przy złożonych skrzydłach motyl przypomina uschnięty liść pokrzywy.

## Siedlisko
Występuje na polanach i skrajach lasów, w ogrodach, sadach, na nieużytkach i w wielu innych miejscach. Wszędzie jest bardzo pospolita. Postać dorosła występuje przez całe lato, można ją spotkać na różnych kwiatach, z których spija nektar.

## Rozwój

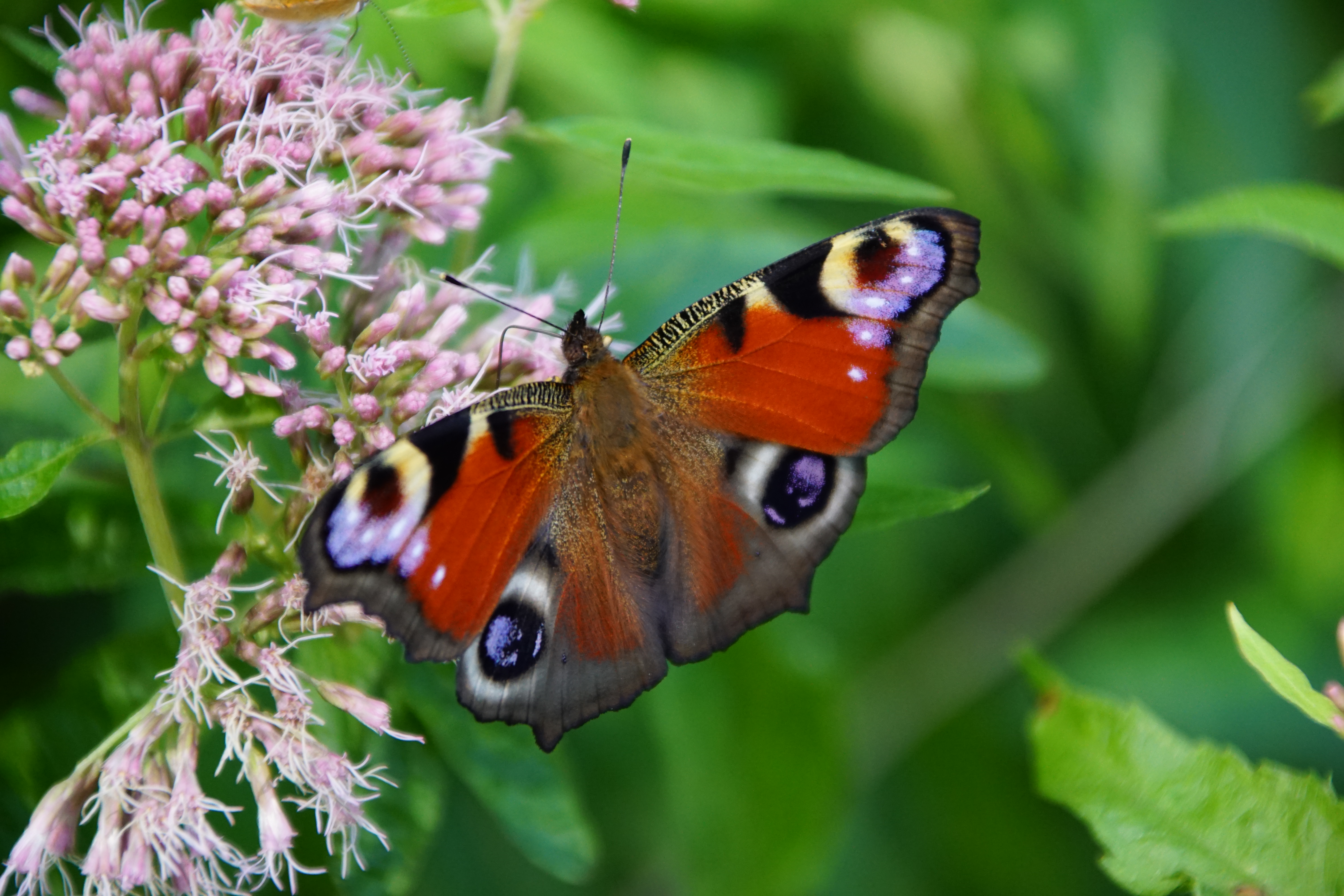
Rusałka pawik okolice jeziora Wigry

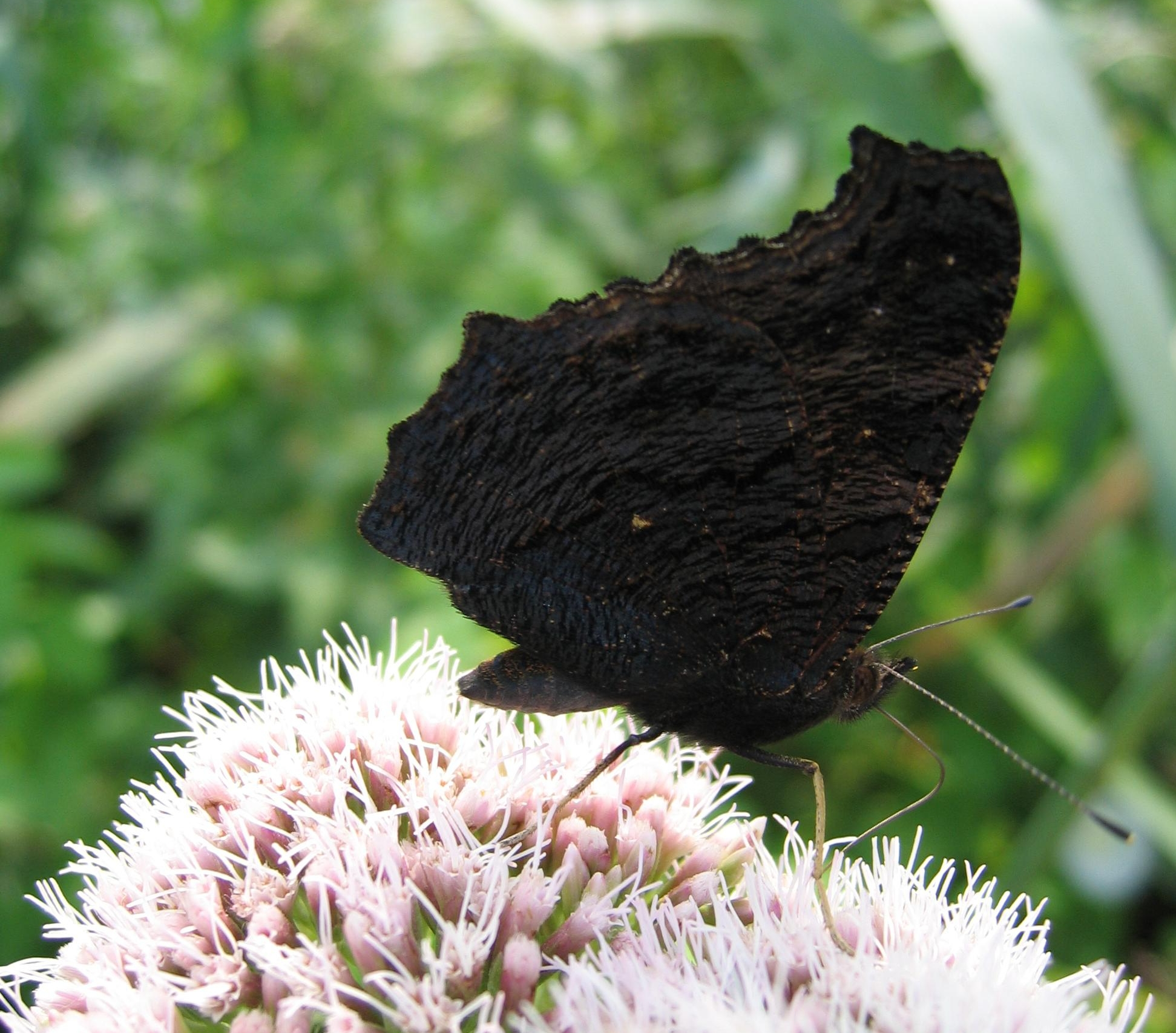
Imago ze złożonymi skrzydłami

- Postać dorosła. Zazwyczaj w ciągu jednego roku występują 2 pokolenia, a jedynie na obszarach o cięższym klimacie i wyżej w górach jedno pokolenie. Zimuje w różnego rodzaju kryjówkach, preferuje wilgotne i ciemne miejsca, np. jaskinie, szczeliny w skałach, nory ssaków. Okres godowy przypada na wiosnę, potem drugi raz w lecie.
- Jajo. Zapłodniona samica składa jaja na spodniej stronie liści pokrzyw. Są one delikatnie żeberkowane i tworzą duże pakiety.
- Larwa. Wylęgające się z jaj po 2–3 tygodniach zielonkawobiałe gąsienice o długości 2–3 mm mają czarną, błyszczącą głowę. Od razu przystępują do żerowania, po kilku dniach linieją i wspólnie okrywają całą pokrzywę dużym białym oprzędem. Dorosłe gąsienice mają na grzbiecie rozgałęzione, długie kolce, a całe ich ciało pokryte jest białymi kropkami. Po 3–4 tygodniach od wylęgu opuszczają roślinę, na której żerowały i szukają kryjówek, np. na gałązkach innych roślin, szczelinach w korze, drewnie lub murze, itp. Gąsienica wykonuje nieduży oprzęd, do którego przyczepia się ostatnią parą odnóży odwłokowych i lekko wygięta zawisa głową w dół.
- Poczwarka. Przepoczwarczenie trwa kilka dni. Już po 1–2 dniach nieruchomego zawisu pęka jej skóra na grzbiecie i stopniowo wyłania się poczwarka. Falistymi skurczami zsuwa ona oskórek gąsienicy do tyłu. Teraz następuje najtrudniejszy dla niej moment: wydobycie z oskórka zakończonego haczykiem końca ciała i zaczepienie tym kolcem o oprzęd. Poczwarka wygina się tak długo, aż pozbędzie się oskórka. Przez następne 2 tygodnie jest nieruchoma, otoczona własnym oskórkiem i zachodzą w niej bardzo duże zmiany w budowie narządów wewnętrznych i zewnętrznej budowie ciała. W tym czasie przeobraża się w postać dorosłą – motyla ze skrzydłami. Gdy to nastąpi, w ciągu kilku sekund motyl wyślizguje się z dolnej części oskórka i rozprostowuje skrzydła pompując do ich żyłek hemolimfę.

Stadia rozwojowe rusałki pawika
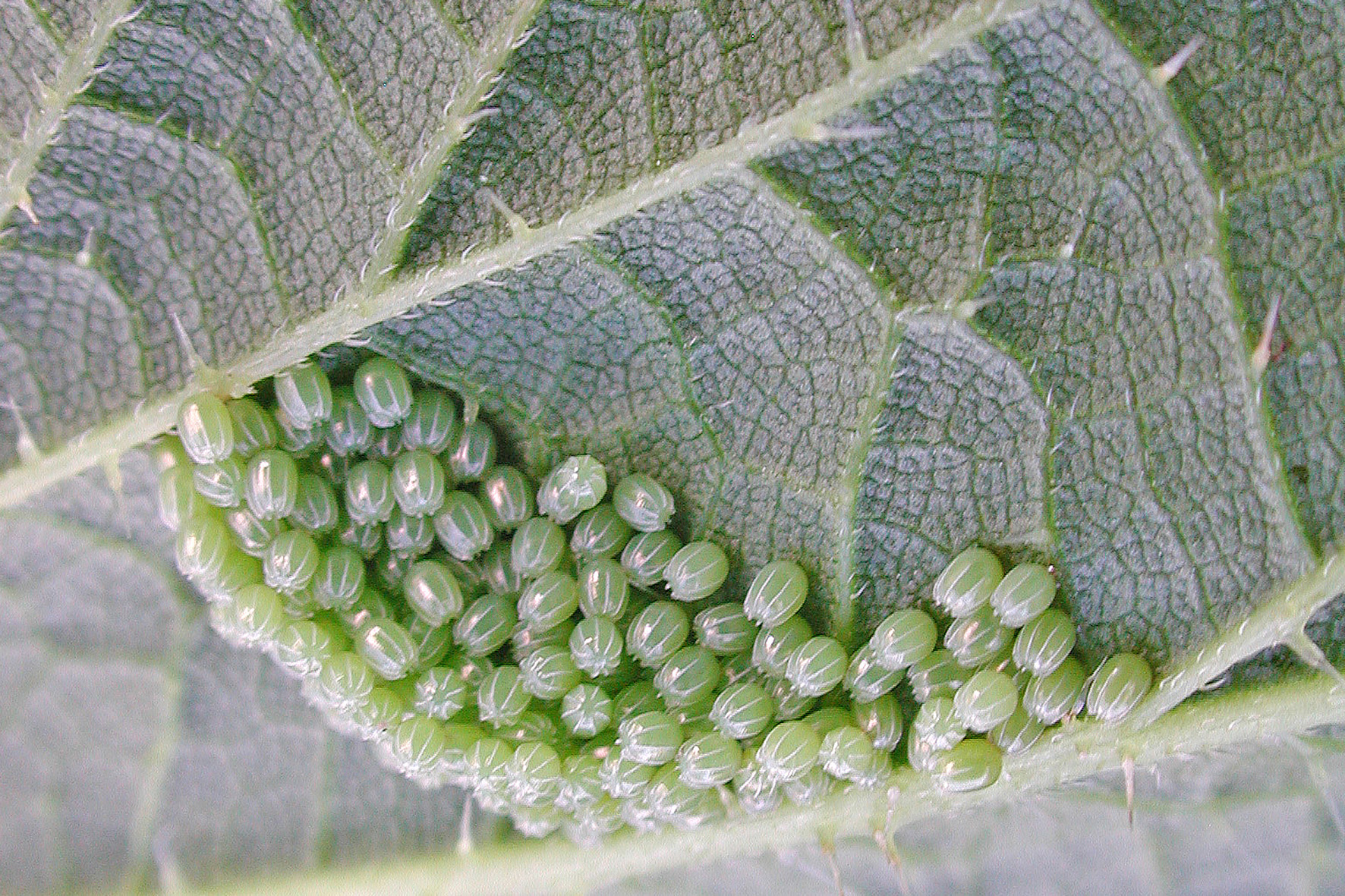
Jaja
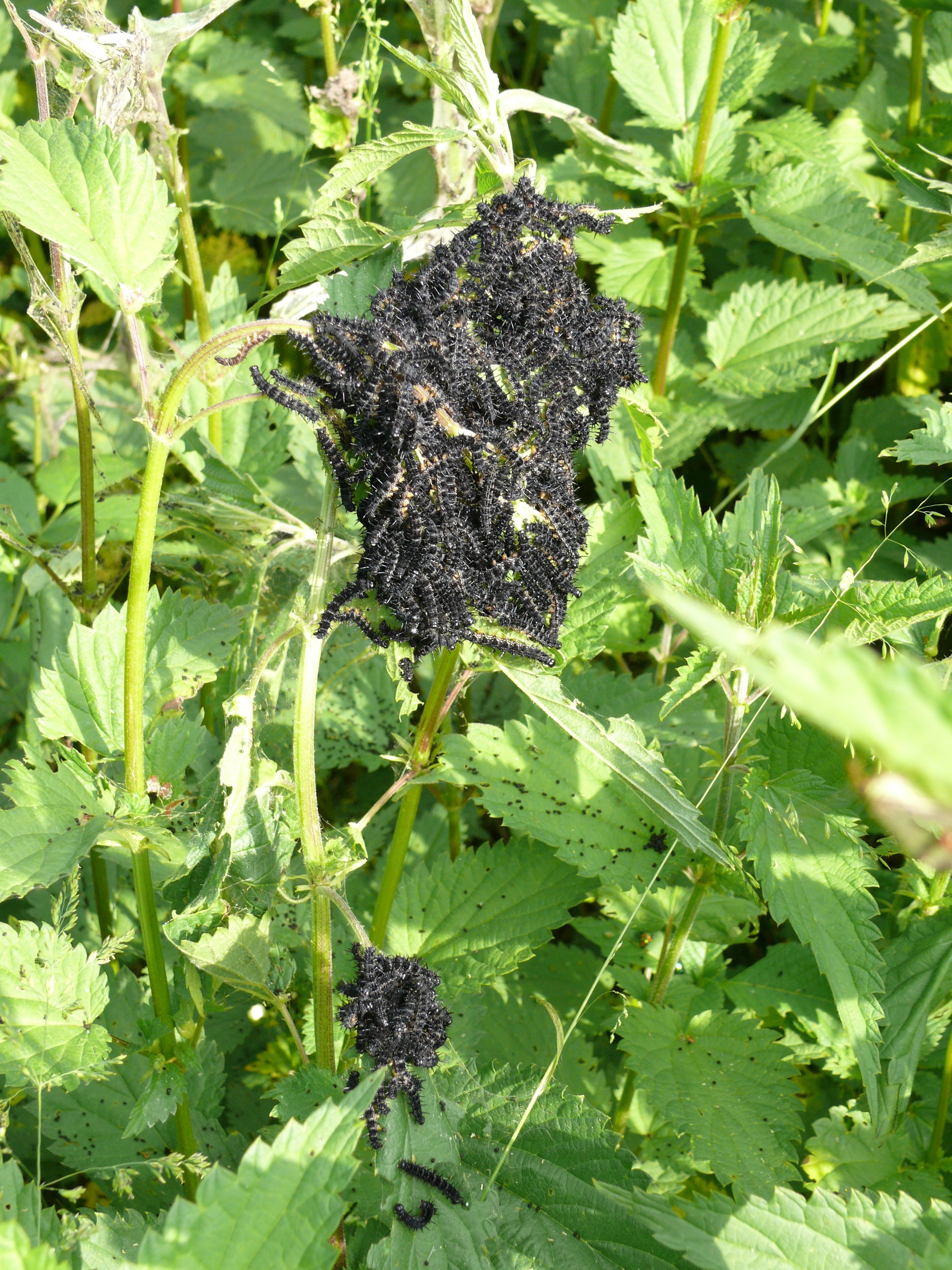
Larwy na Oprzędzie
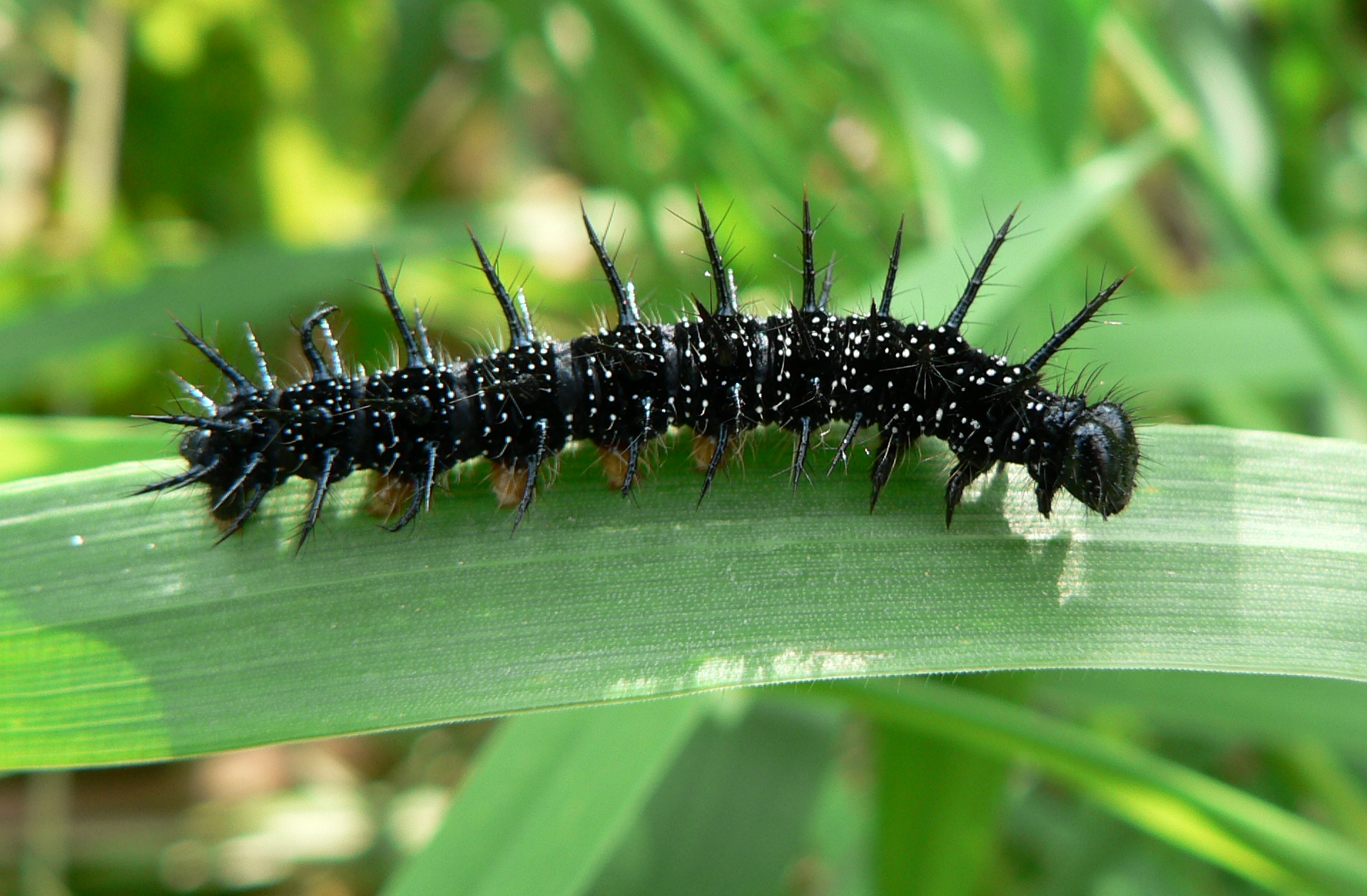
Larwa
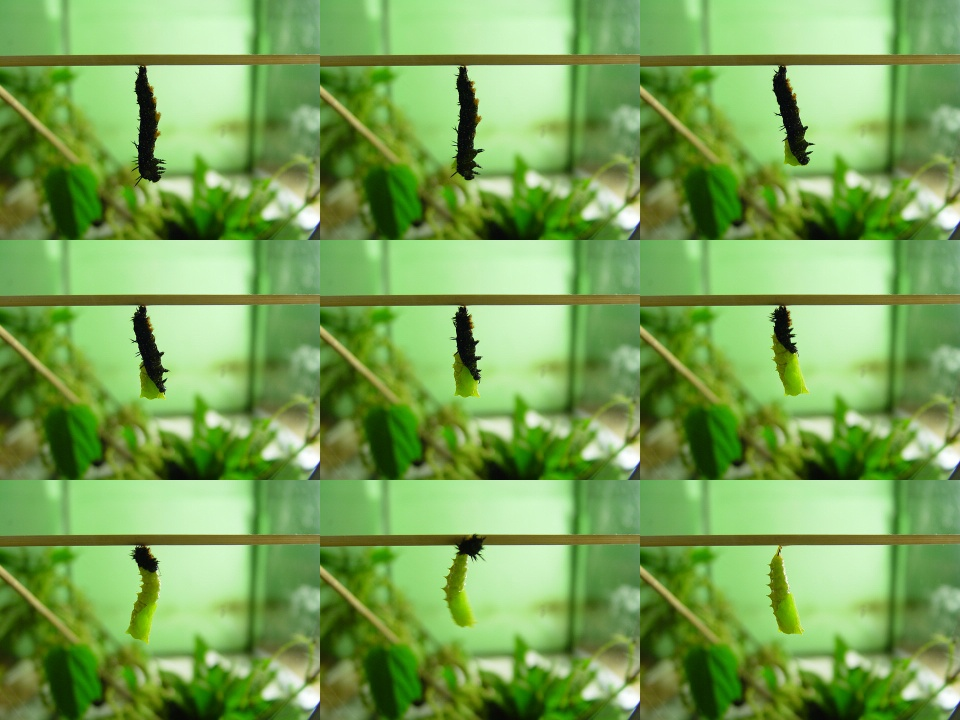
Tworzenie poczwarki
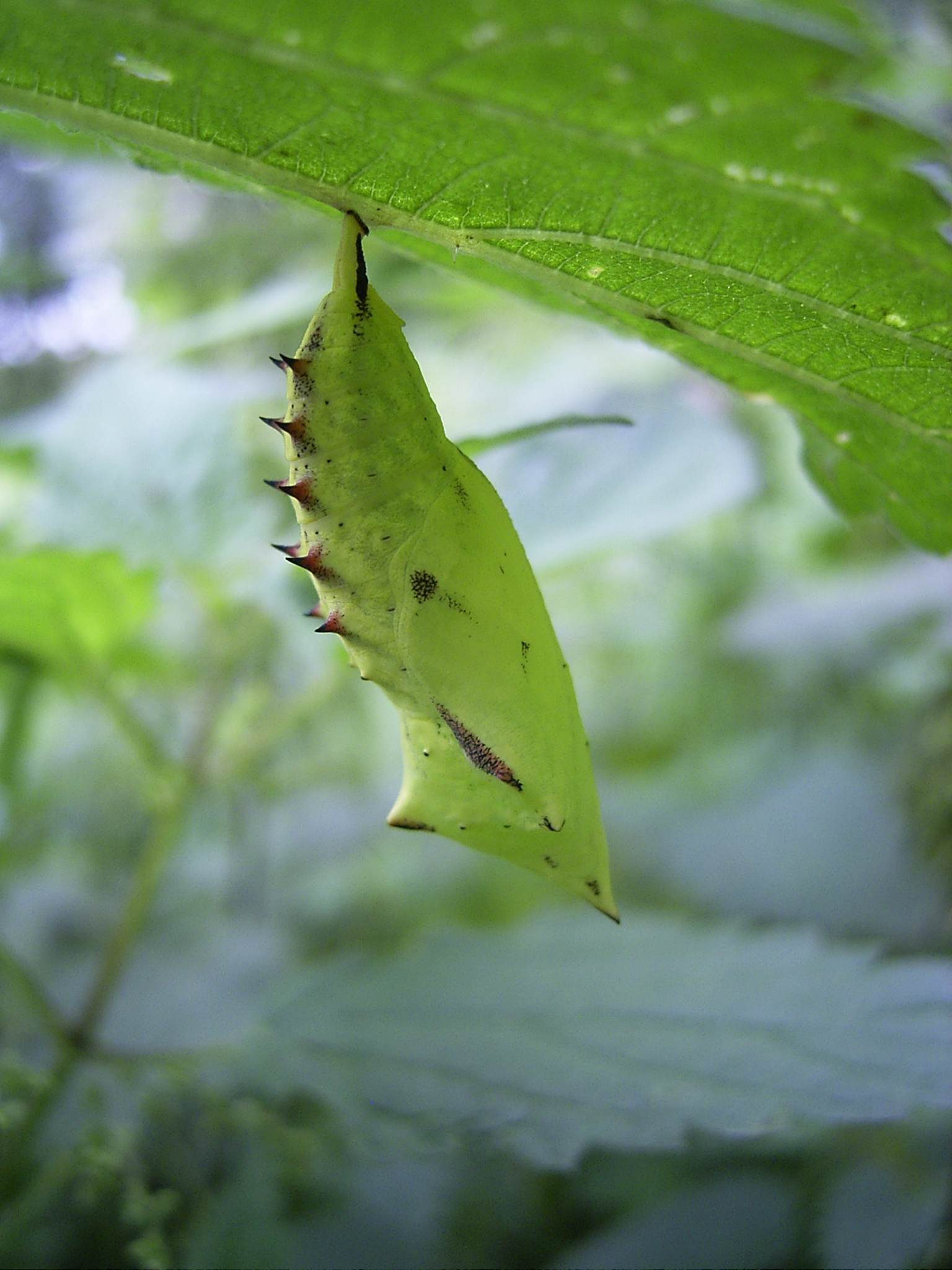
Poczwarka
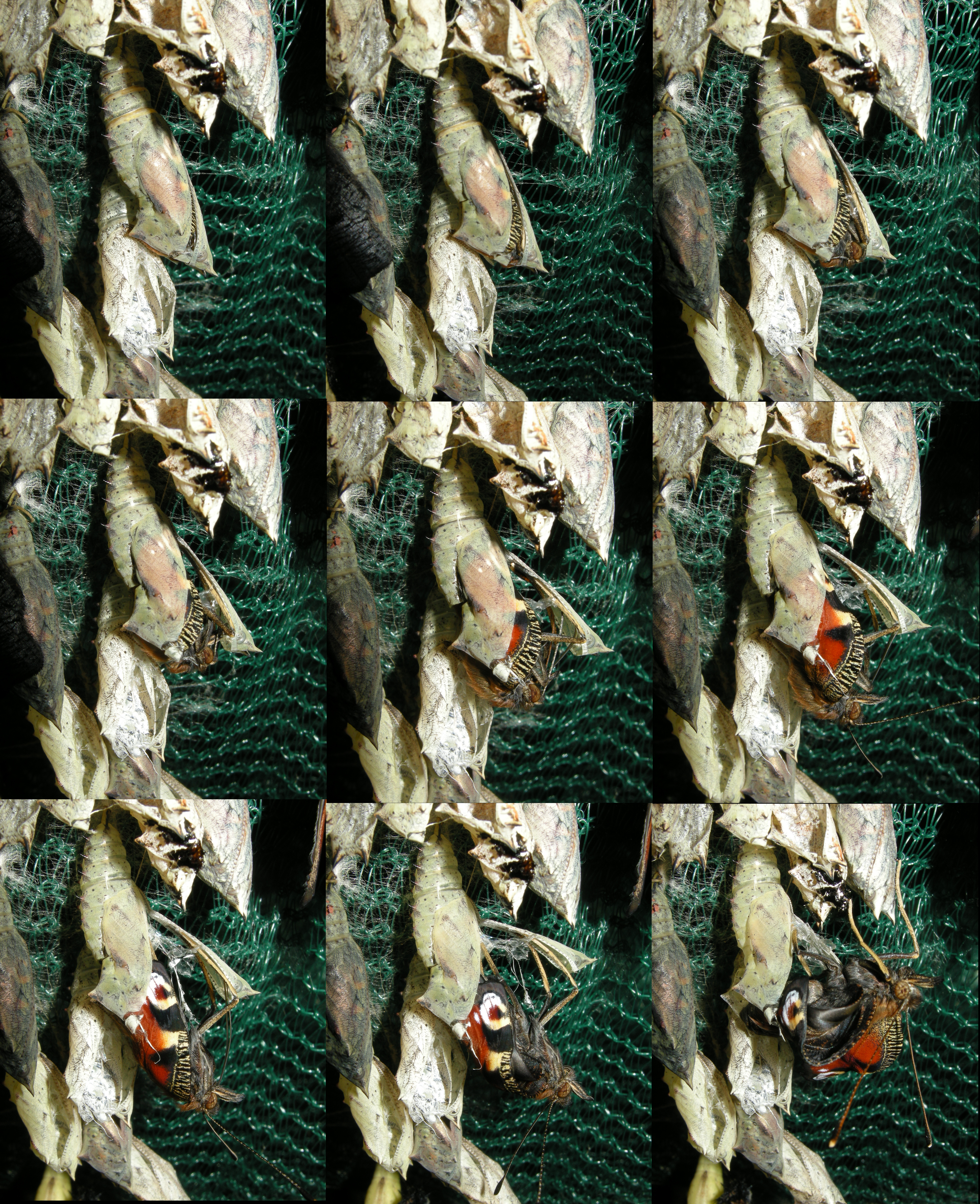
Imago wychodzący z Poczwarki
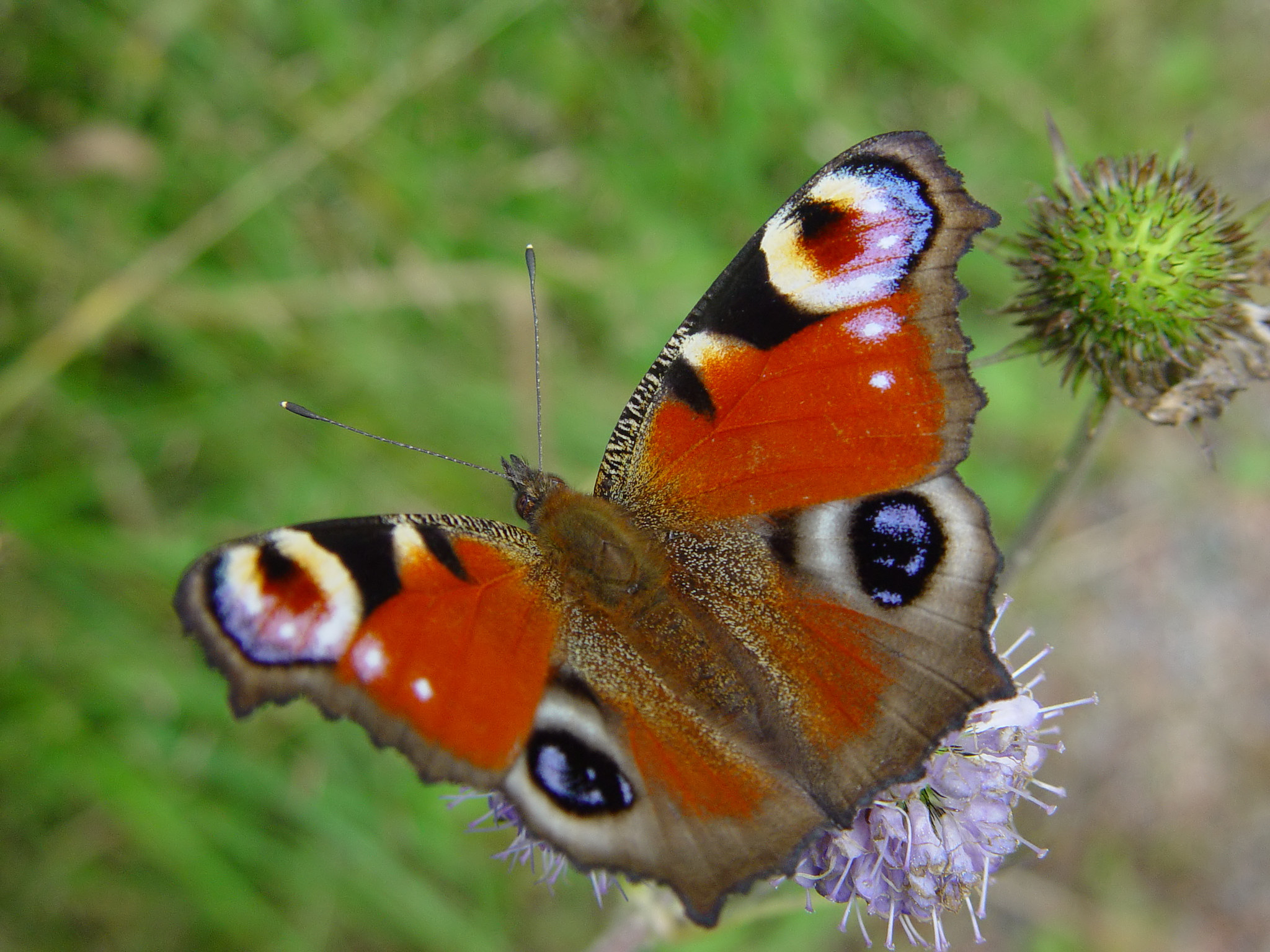
Imago

## Filatelistyka
- Poczta Polska wyemitowała 14 października 1967 r. znaczek pocztowy przedstawiający rusałkę pawika o nominale 10 gr, w serii Motyle. Autorem projektu znaczka był Jerzy Desselberger. Znaczek pozostawał w obiegu do 31 grudnia 1994 r.[3] Na znaczku podano nazwę systematyczną motyla w formie Inachis io.
- Drugi raz rusałka pawik pojawił się na polskim znaczku pocztowym w serii Motyle z kolekcji Instytutu Zoologii PAN w Warszawie, wyemitowanej 16 listopada 1991. Znaczek o nominale 2500 zł zaprojektował Ovidiu Oprescu. Wydrukowano 2.500.000 sztuk. Na znaczku podano nazwę systematyczną motyla w formie Nymphalis io[4].
- Kolejny raz owad pojawił się na znaczku Poczty Polskiej wyemitowanym 30 września 2013. Autorem projektu znaczka była Marzanna Dąbrowska. Był to znaczek obiegowy ekonomiczny na przesyłki polecone, na którym brak nominału[5].